# Epirrhoe brunnea
Epirrhoe brunnea là một loài bướm đêm trong họ Geometridae.